# Hollywood Whore
Hollywood Whore è il titolo di una canzone dei Papa Roach. Si tratta del primo singolo estratto dal loro sesto album in studio, Metamorphosis (2009).

## Tracce
1. Hollywood Whore - 3:57
2. Getting Away with Murder (Live & Murderous In Chicago) - 4:04
3. Scars (Live & Murderous In Chicago) - 3:38
4. ...To Be Loved (Video) - 3:10
5. Forever (Video) - 4:08

## Posizioni in classifica
| Classifica                  | Posizione |
| --------------------------- | --------- |
| UK Singles chart            | 139       |
| U.S. Mainstream Rock Tracks | 37        |